# Agustín Retortillo
Agustín Retortillo y Macpherson (1870 - Madrid, 19 de octubre de 1931), periodista español, especializado en ecos de sociedad, que usó los pseudónimos de "El abate Faria" y "Sullivan".

## Biografía
Nacido en 1870, era hermano de la Baronesa del Sacro Lirio y ya en 1885 había formado un archivo de biografías de la alta sociedad madrileña lleno de interés; obtuvo el título de perito mercantil y en 1887 ingresó en la administración del estado, donde alcanzó el puesto de jefe de primera clase en el ministerio de Gobernación. Como periodista trabajó en casi todos los periódicos de Madrid (El Nacional, La Época, El Globo, La Correspondencia de España etc.), pero estuvo mucho tiempo como redactor de El Liberal. Se jubiló como periodista en El Debate. Especializado en la crónica de sociedad bajo el pseudónimo de "El abate Faria", sobrenombre que no hay que confundir con el de otro periodista, el peruano Manuel Romero Martínez, fue muy apreciado por la alta sociedad madrileña. Se casó con Josefina de León y Sato de Lema, de la que tuvo cuatro hijas y un hijo, Agustín, quien fue diputado y adquirió el título de Marqués de la Vega de Retortillo por merced real el 4 de enero de 1917. El periodista falleció de las complicaciones de una hepatitis en Madrid el 19 de octubre de 1931.

## Obras
- Aritmética humorística, o, cuestiones matemáticas de agradable entretenimiento, alternadas con chistes de buena ley, bonitos cantares y profundos pensamientos de los más célebres autores, Zaragoza, T. Blasco, 1898.

- Datos: Q16744760